# Săgeata (constelație)

Săgeata (pe latinește, Sagitta) este o constelație din emisfera nordică. 

## Descriere și localizare

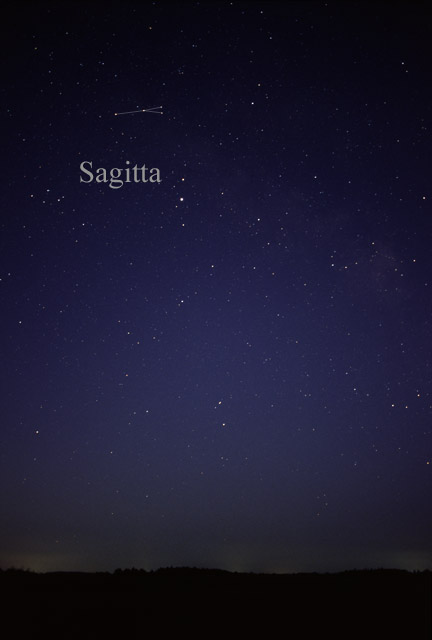
Constelația Săgeata văzută cu ochiul liber. Pentru identificarea mai ușoară au fost trasate linii între stele.

## Obiecte cerești
Coordonate:  19h 50m 00s, +18° 40′ 00″